# Meri-Rastila
Meri-Rastila (en suédois : Havsrastböle) est une section du quartier de Vuosaari à Helsinki, la capitale de la Finlande.

## Géographie
Meri-Rastila est bordée au nord par la Vuotie et la ligne de métro, à l'ouest par Vartiokylänlahti, à l'est par Kallahti et au sud, par la péninsule de Ramsinniemi.
Au nord de la ligne de métro, à côté de Meri-Rastila, se trouve Rastila, qui est surtout  construite de maisons individuelles et comprend la zone d'immeubles Rastilankallio, qui a été achevée au 21e siècle.
Meri-Rastila comprend les zones de maisons individuelles et de villas à Ramsinranta et Ramsinniemi.
L'hôtel Rantapuisto est aussi situé en bord de mer à Ramsinniemi. 
À proximité se trouve aussi l'ancien hôtel Vuoranta, qui était autrefois le centre de formation d'Alko.
Le parc Haruspuisto est au milieu de la zone d'habitation Meri-Rastila.
Au nord se trouve le marché de Meri-Rastila.
Entre le parc et la place du marché se trouve l'ilot résidentiel Merirasti, qui comprend un jardin d'enfants, l'école primaire Merilahti, un centre de jeunesse et la chapelle Merirasti. 
L'ilot résidentiel a été achevé en 1993 et a été conçu par Kaarlo Leppänen et Anneli Nurmi.
Meri-Rastila a une surface de 1,90 km2, elle a 5 389 habitants(1.1.2019).

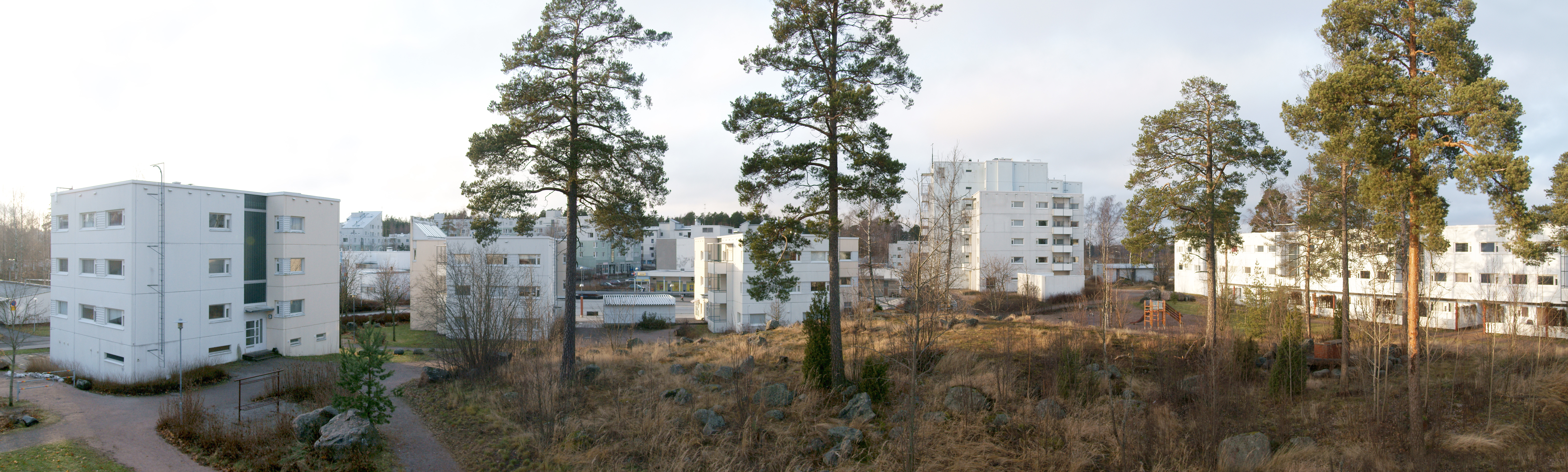
Vue panoramique de Meri-Rastila.

## Galerie

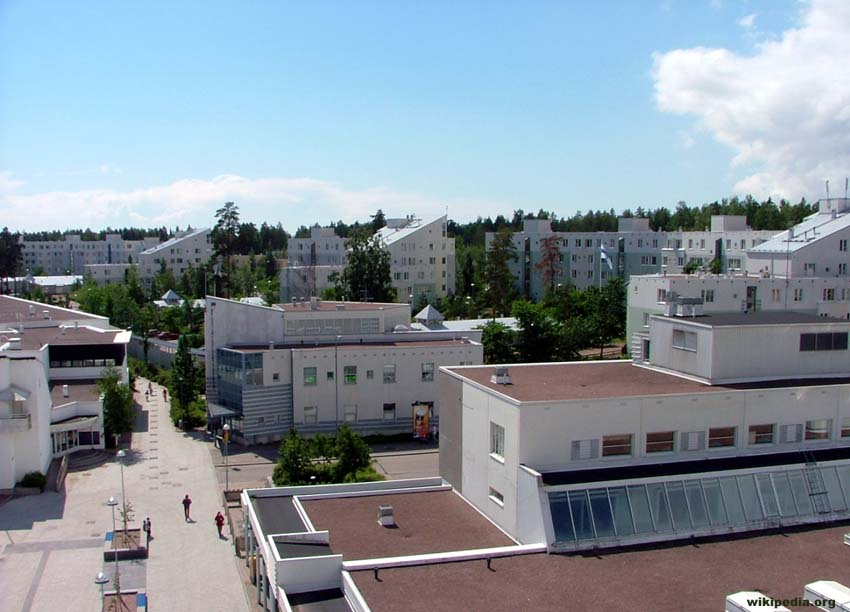
Vue de l'entourage du marché de Meri-Rastila, 2004.
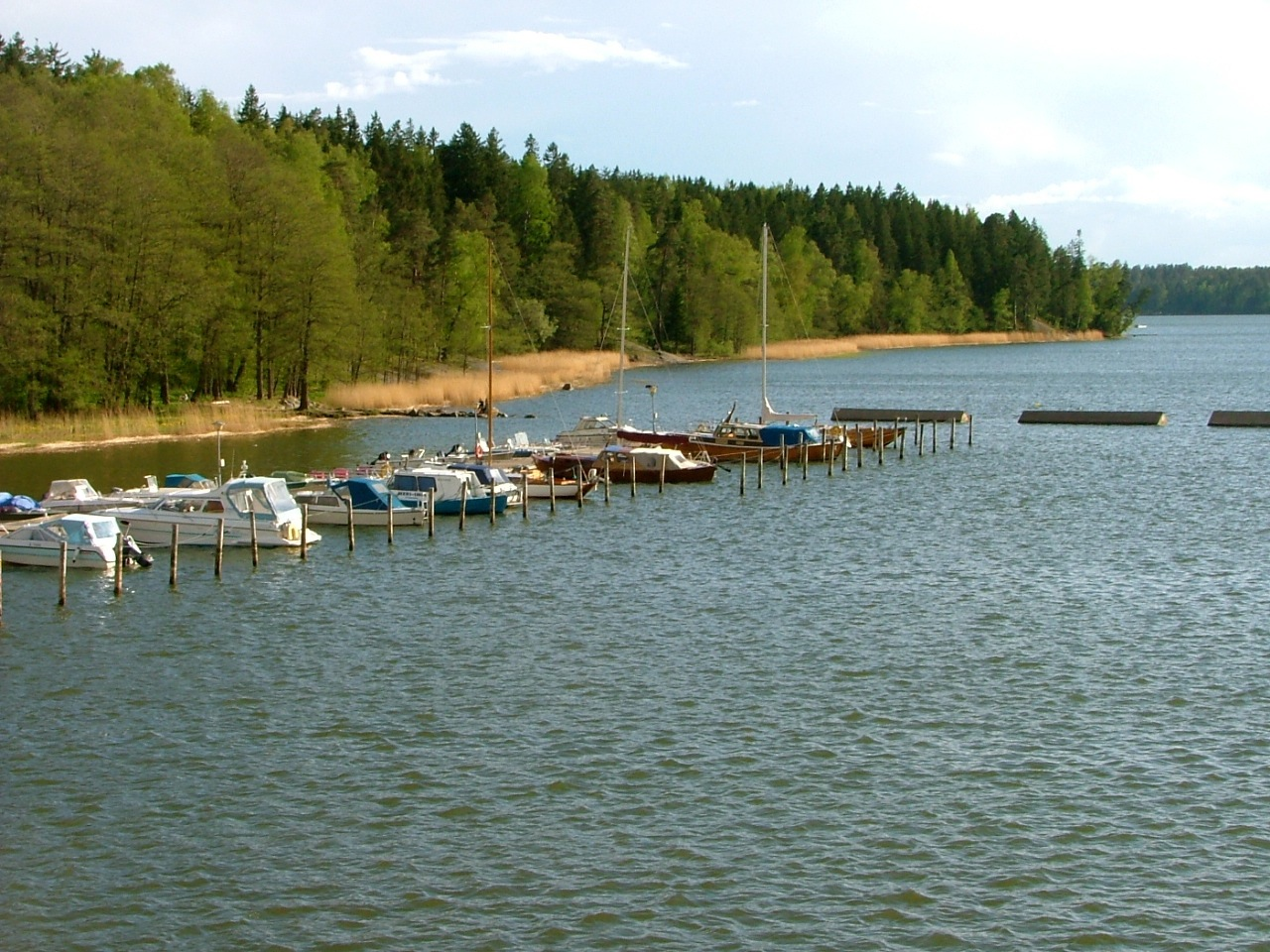
La baie Vartiokylänlahti et la plage de Meri-Rastila, 2009.
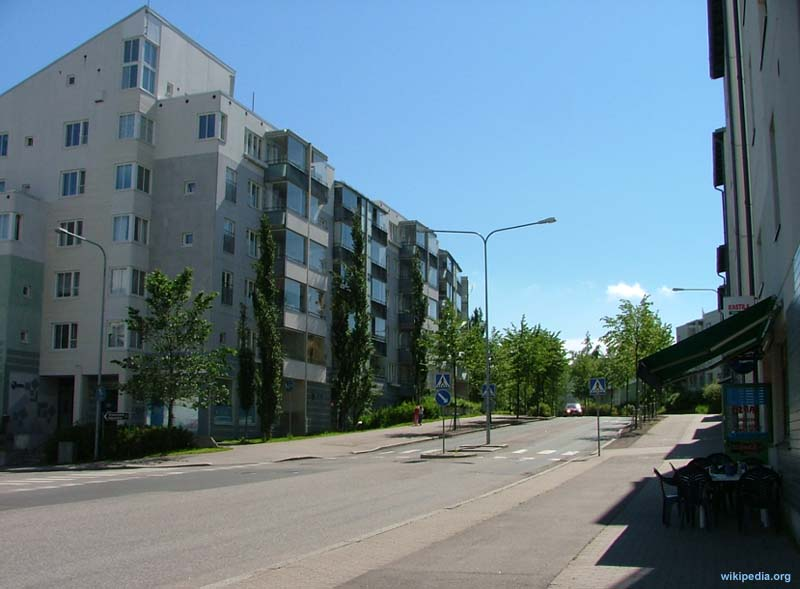
Bâtiments résidentiels le long de la rue Meri-Rastilan tie, 2004.
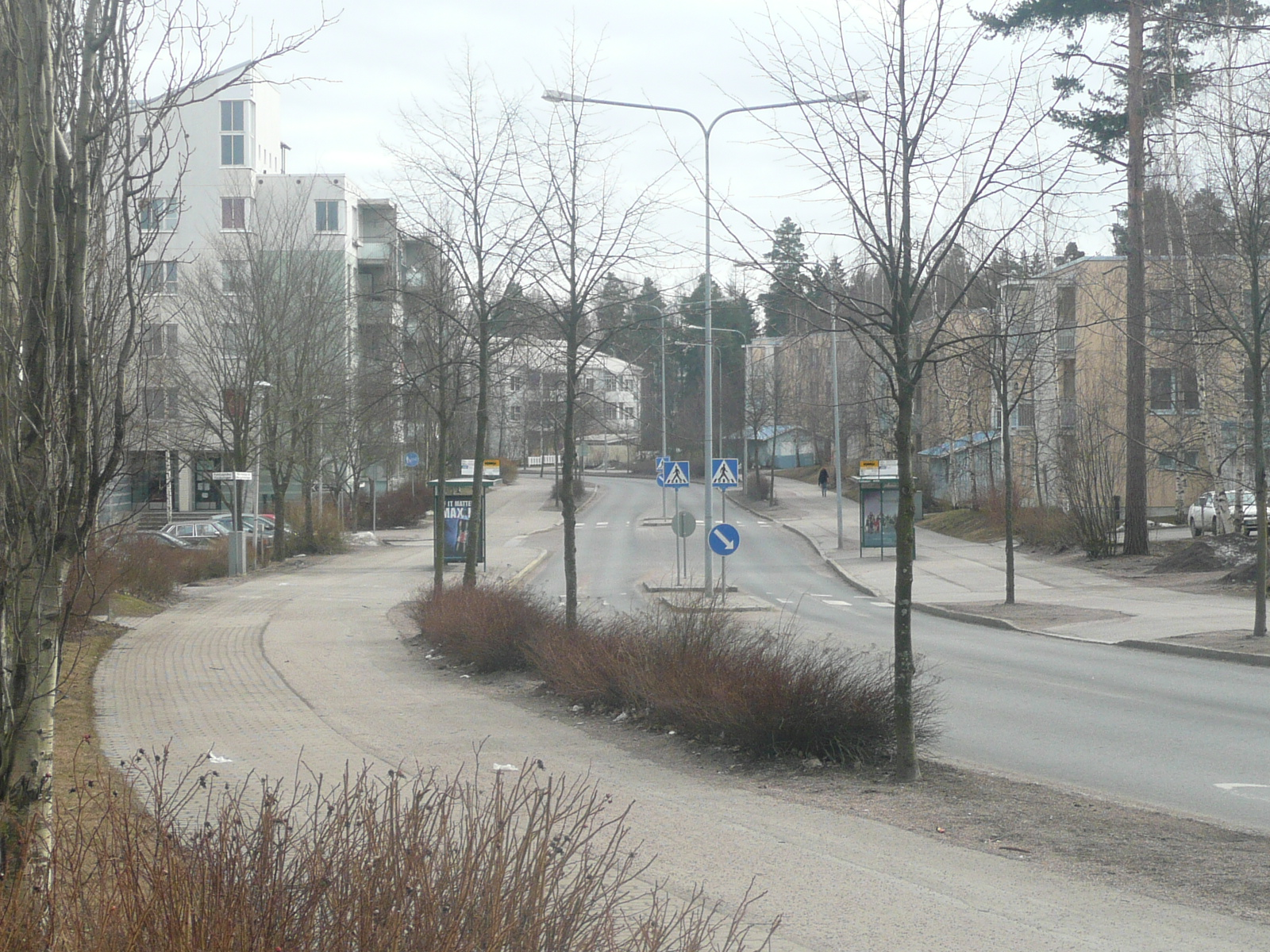
La rue Meri-Rastilantie, 2009.
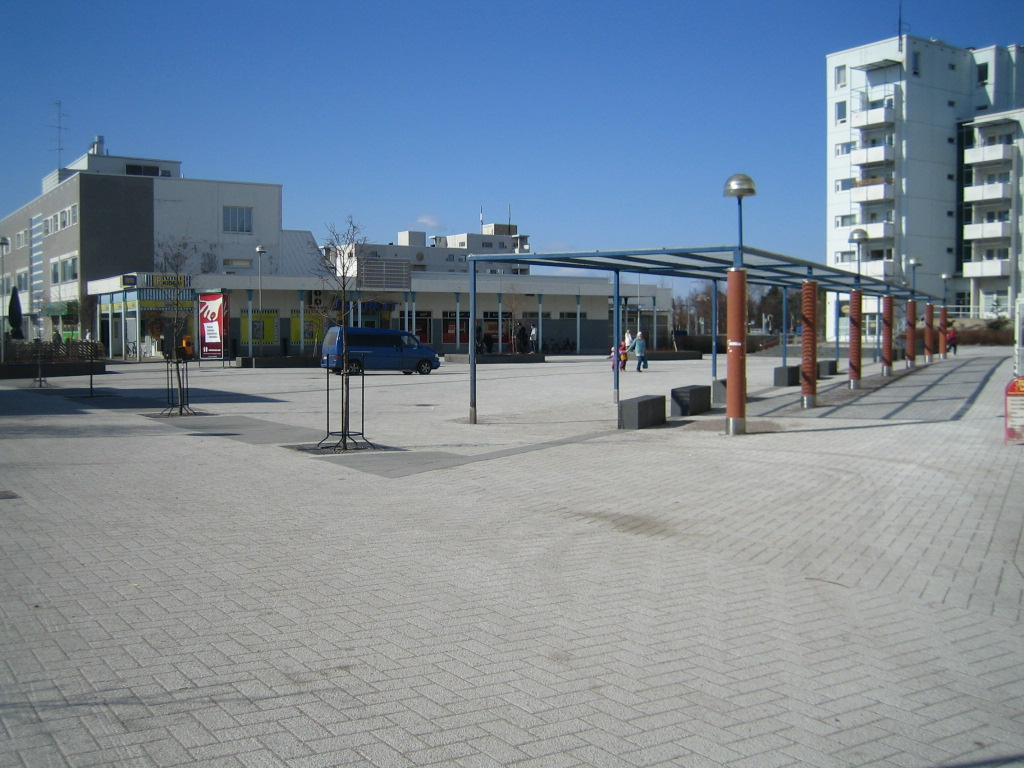
Le marché de Meri-Rastila, 2007.